# Highway (Montenegrijnse band)
Highway is een Montenegrijnse band.

## Biografie
Highway werd in 2015 opgericht in de Montenegrijnse hoofdstad Podgorica. De band bestaat uit zanger Petar Tošić en gitaristen Marko Pešić en Luka Vojvodić. De groep vergaarde in 2015 regionale bekendheid door hun deelname aan X Factor Adria, een talentenjacht voor artiesten uit de Westelijke Balkanlanden. Highway eindigde op de vierde plaats, hetgeen de start van hun carrière inluidde. In het najaar van datzelfde jaar werd de band door de Montenegrijnse openbare omroep geselecteerd om hun land te vertegenwoordigen op het Eurovisiesongfestival 2016, dat gehouden werd in de Zweedse hoofdstad Stockholm.
Op 16 december 2015 werd bekend dat Bojan Jovović zou aansluiten bij de band. Jovović was lid van de band No Name die Servië en Montenegro vertegenwoordigde op het Eurovisiesongfestival 2005. Op het Eurovisiesongfestival bleef Highway steken in de eerste halve finale.